# Eduard Heine
Heinrich Eduard Heine (n. 16 martie 1821, Berlin, Regatul Prusiei – d. 21 octombrie 1881, Halle (Saale), Imperiul German) a fost un matematician german, celebru pentru contribuțiile sale în teoria funcțiilor.

## Biografie
Născut la Berlin în 1821, a studiat matematica la Göttingen, Berlin și Königsberg avându-i ca profesori pe Gauss și Dirichlet.
Ulterior avea să fie profesor la Bonn și la Halle.

## Opera
În domeniul analizei matematice studiază:
- funcțiile speciale, cum ar fi funcțiile Legendre, Lamé, Bessel
- ecuații diferențiale
- teoria potențialului
- polinoamele lui Legendre
- armonicele sferice
- teorema lui Borel, ulterior numită teorema Heine-Borel

### Lucrări
- PPN31520639X De aequationibus nonnulis differentialibus[nefuncțională]
 (Berlin, 1842) - Teza sa de doctorat
- Handbuch der Kugelfunctionen (Tratat asupra funcțiilor sferice)[nefuncțională]
 (Georg Reimer, Berlin, 1861)
- Handuch der Kugelfunktionen, Theorie und Anwendungen (Volume 1) (G. Reimer, Berlin, 1878)
- [http://historical.library.cornell.edu/cg